# Smeđokrili brzan
Smeđokrili brzan (lat. Fregata minor) - vrsta ptice iz reda pelikanki (lat. Pelecaniformes) i obitelji fregata (lat. Fregatidae), koja nastanjuje Galapagos, Aziju, Indijski i Atlantski ocean. 
Osim toga, živi u Brazilu, Sjevernoj Americi i Istočnoj Africi. To je uglavnom ptica selica. Većinu vremena provodi u zraku iznad mora i obrušava se u more loveći ribu, a povremeno uzima plijen drugim pticama. 
Za vrijeme udvaranja, mužjak se napuhuje kao bi privukao ženke. Mužjaci se bore za ženke, pa u borbi postoji opasnost da jedan mužjak probode drugoga u napuhnutom prednjem dijelu trupa, pri čemu neki ugibaju. 
Gnijezdo je labava nakupina grančica na niskom grmu ili stablu, obično na otocima. Mužjak je crn, s crvenim grlom, koje se može napuhnuti poput balona u vrijeme parenja. Ženska je crna, a na prednjem dijelu vrata i trbuha bijele boje. Oboje imaju dug, zakrivljen kljun. Spolovi se lako razlikuju po izgledu.
Nalazi se na zastavi Kiribatija.

## Galerija
- Ženke u letu
- Napuhnut mužjak
- Mladunče
- U gnijezdu
- Museum specimen - New Caledonia

## Vanjske poveznice
|  | Zajednički poslužitelj ima stranicu o temi Fregata minor    |
|  | Zajednički poslužitelj ima još gradiva o temi Fregata minor |
|  | Wikivrste imaju podatke o taksonu Fregata minor             |